# Agapetes lacei
Agapetes lacei är en ljungväxtart som beskrevs av William Grant Craib. Agapetes lacei ingår i släktet Agapetes och familjen ljungväxter.

## Underarter
Arten delas in i följande underarter:
- A. l. glaberrima
- A. l. tomentella